# Беляевы
Беляевы — дворянские роды.
Из многочисленных дворянских родов Беляевых утверждён в потомственном дворянстве лишь один род, происходящий от Романа Афанасьевича Беляева, вёрстанного поместьем (1633) и записанный в VI часть родословной книги Рязанской губернии.
Другой род Беляевых, несомненно древний, происходящий от Степана Михайловича Беляева и записанный в VI часть родословной книги Тульской губернии, герольдией Правительствующего Сената не утвержден, за недостаточностью доказательств.
Определением Правительствующего Сената, (13 Сентября 1860), утверждено постановление Новгородского Дворянского Депутатского Собрания (16 Августа 1860), о внесении действительного статского советника Михаила Алексеевича Беляева, с сыновьями его: Александром, Алексеем, Николаем и Тимофеем в III часть дворянской родословной книги, по означенному его чину.
Определением же Новгородского Дворянского Депутатского Собрания (20 Октября 1902), сопричислен к сему роду штабс-ротмистр Александр Алексеевич Беляев, родившийся (08 Февраля 1867).

## Описание гербов

#### Герб. Часть XVIII. № 85.
Герб потомства действительного статского советника Михаила Алексеевича Беляева: в золотом щите, чёрный, стоящий на задних лапах медведь с червлёными глазами и языком, держащий в правой передней лапе три зелёных ячменных колоса.
Щит увенчан дворянским коронованным шлемом. Нашлемник: два чёрных орлиных крыла, между коими золотая опрокинутая подкова. Намёт: чёрный с золотом.

#### Герб. Часть XX. № 65.
Герб потомства действительного статского советника Дмитрия Фёдоровича Беляева: щит четверочастный. В первой и четвертой частях, вертикально, золотой восьмиконечный крест. Во второй и третьей, золотых частях, чёрный горящий светильник. Над щитом дворянский коронованный шлем. Нашлемник — чёрная, с распростертыми крыльями сова с червлеными (красными) глазами. Намёт справа голубой, слева чёрный с золотом. Девиз «ОТ ВОСТОКА СВЕТ» золотыми буквами на голубой ленте.

## Известные представители
- Беляев, Михаил Алексеевич (1863—1918) — русский генерал, государственный деятель, последний военный министр Российской империи.
- граф Александр Алексеевич Ридигер-Беляев (1867—1939) — генерал-майор, брат предыдущего, ему разрешено (1904) принять титул и фамилию тестя графа Иоганна Фридриха (Фёдора Германовича) фон Ридигера.